# Iviraiva
Iviraiva es un género de arañas araneomorfas de la familia Hersiliidae. Se encuentra en Sudamérica.

## Lista de especies
Según The World Spider Catalog 12.0:
- Iviraiva argentina (Mello-Leitão, 1942)
- Iviraiva pachyura (Mello-Leitão, 1935)